# Crítica de la tecnología
La crítica de la tecnología es un análisis de los impactos adversos de las tecnologías industriales y digitales. Se argumenta que, en todas las sociedades industriales avanzadas (no necesariamente solo las capitalistas), la tecnología se convierte en un medio de dominación, control y explotación, o más en general, algo que amenaza la supervivencia de la humanidad. Parte de la tecnología a la que se oponen los críticos incluye productos cotidianos para el hogar, como refrigeradores, computadoras y medicamentos.

## Descripción
Las corrientes de pensamiento antiproductivistas o tecnocríticas son movimientos que consideran el "progreso tecnológico"como una ideología nacida en el siglo XIX durante la Revolución Industrial y a partir de la Segunda Guerra Mundial se impone en las consciencias, principalmente bajo el efecto del maquinismo, de la informatización y de las redes electrónicas.
Las corrientes antiindustriales se pueden caracterizar por diez principios fundamentales :
- al considerar que "la búsqueda de eficacia máxima en todas las cosas" se ha convertido en el eje esencial de la sociedad industrial, los críticos antiindustriales la califican como "tecnicista".
- al considerar que el comunismo ha constituido un capitalismo de Estado y que el socialismo tan sólo es una versión edulcorada del capitalismo, los críticos antiindustriales se sitúan al margen del tradicional clivaje entre izquierda y derecha (algunas corrientes antiindustriales sin embargo se sitúan a la extrema izquierda).
- al considerar que el auge de la industrialización ha coincidido con el de los estados-nación, la crítica antiindustrial lleva en si una sensibilidad libertaria, e incluso anarquista.
- al considerar que "la máquina más extraordinaria jamás inventada y construida por el hombre no es otra que la organización social", la crítica antiindustrial no reduce la noción de técnica al maquinismo y a las "tecnologías" sino que también incluyen la burocracia en el sistema tecnicista.
- al considerar que bajo el efecto de la urbanización (causada por la industrialización), la sociedad se ha masificado y que, en consecuencia, la democracia se ha institucionalizado y burocratizado (sistema parlamentario centralizado, peso cada vez mayor de los partidos, profesionalización del personal político, etc.), los críticos antiindustriales estiman que la democracia se ha vaciado de su contenido : se llama "representativa" pero solo corresponde a un gigantesco sistema de delegación de la responsabilidad.
- al considerar que la industrialización ha generado una proletarización masiva de la sociedad pero fundando sus análisis sobre una crítica del valor-trabajo, los críticos antiindustriales se inscriben dentro de la herencia intelectual de Karl Marx y al mismo tiempo se desmarcan radicalmente del marxismo.
- al considerar que la industria afecta gravemente a los ecosistemas, los críticos antiindustriales centran sus reflexiones sobre la ecología pero al mismo tiempo se desmarcan de los que abogan por el desarrollo sostenible ya que estos últimos no se oponen a la noción de desarrollo.
- al considerar que la industrialización se apoya sobre una concepción estrechamente materialista (desde el movimiento de decristianización que empezó en Europa en el siglo XVIII), los críticos antiindustriales se movilizan para descualificar el confor material en tanto que valor y abogan por una recualificación de la sensibilidad y de la espiritualidad.
- al considerar que valores como por ejemplo la libertad, la igualdad y la fraternidad han sido sustituidos en la ideología tecnicista por "la búsqueda de la eficacia máxima en todas las cosas", los críticos antiindustriales se reclaman de una ética de la « no potencia » y de la "simplicidad voluntaria", invitando a romper con el paradigma del crecimiento económico y promoviendo el concepto de decrecimiento.
- al considerar que es ilusorio pensar que se pueden cambiar las cosas por la vía institucional, los críticos antiindustriales afirman que el ser humano sólo podrá liberarse de la alienación tecnicista cambiando su modo de pensar (toma de consciencia) y de vivir (responsabilidad asumida sin mediación política).

Estos principios no deben dejar suponer que las corrientes antiindustriales forman un movimiento unitario. Existen entre ellas varias líneas de fractura. Se pueden distinguir dos grandes tendencias :
- una, objetivista y voluntarista, heredada del ludismo y más o menos tecnófoba, donde se postula que la tecnología, a través de sus múltiples artefactos, ejerce una verdadera tiranía sobre los humanos de la cual sólo se podrán liberar eliminando la tecnología de sus vidas, o recurriendo a "tecnologías suaves".
- la otra, cultiva la dialéctica sujeto-objeto y es de orientación esencialmente elluliana. Considera que no es la técnica que nos aliena pero el sagrado transferido a la técnica. Considera que tan sólo es posible liberarse de esa alienación cultivando en profundidad una reflexión de orden ético, rehabilitando los valores espirituales y centrada sobre una redefinición de la libertad.

Hay otros puntos que son materia de divergencia en las corrientes antiindustriales : 
- ¿ En qué medida, como lo afirma Jacques Ellul, es vano "palabrear contra el capitalismo" o, al contrario, ¿ es necesario llevar conjuntamente la crítica contra el capitalismo y contra la ideología tecnicista ?
- ¿ Quién es responsable ? el científico que concibe un nuevo principio, el ingeniero que lo pone en aplicación, el industrial que fabrica el artefacto, el que explota los bienes naturales necesarios a su fabricación, el inversor que financia la producción, el publicitario que crea el deseo de consumo, o el común de los mortales, que exige cada vez más aplicaciones para su ordenador y espera adquirir cada vez más prótesis en su panoplía ?
- ¿ Qué estrategias militantes adoptar ? ¿ Hay que ser legalista o al contrario saltarse la ley para crear nuevos derechos ? ¿ Hay que aceptar el cuadro de la política institucional (aunque se le critique) con el objetivo de transformarla desde dentro, o al contrario actuar únicamente desde fuera ? ¿ Hay que actuar como electrones libres, o al contrario en el seno de asociaciones declaradas, subvencionadas, con el fin de crear ocasiones para el debate público ?

El historiador François Jarrige afirma sobre la crítica antiindustrial : « es un pensamiento dual y ambivalente [...]. Rechaza que la técnica sea algo neutral, afirma que cada técnica transporta con ella formas políticas. Para transformar la sociedad, el Estado y el mercado, es necesario cambiar antes las infraestructuras sobre las que se apoyan. »

## Historia de las ideas
El movimiento antiindustrial puede ser considerado como una reacción de rechazo a la Revolución Industrial aparecida en Gran Bretaña y Francia en la segunda mitad del siglo XVIII.

### Siglo XIX
En 1811-1812 en Gran Bretaña, varias artesanos se oponen violentamente a sus patronos cuando estos deciden introducir máquinas en el tratamiento de la lana y del algodón. Bautizado ludismo (su líder se llamaba supuestamente Ludd) y concretándose en la destrucción masiva de las máquinas, su movimiento constituye la primera manifestación conocida contra el desarrollo industrial.
En 1854, en Estados Unidos, Walden obra maestra del filósofo y naturalista Henry David Thoreau, aboga por la vida sencilla en los bosques, lejos de la sociedad. Su autor es considerado como el pionero del antidesarrollismo en Estados Unidos.
Durante los años 1880-1890, el inglés William Morris recorre Gran Bretaña para hacer conferencias en las cuales aboga por la mejora de la vida mediante la educación, el ocio y la defensa de la Naturaleza.

### Siglo XX

#### Europa
Durante los años 1950, los teóricos de la Escuela de Frankfurt, entre los cuales Herbert Marcuse y Jürgen Habermas ponen su crítica de la sociedad industrial en una filiación marxista. Contribuyen al éxito de Mayo 68 y su denuncia de la sociedad de consumo. Pero a principios de los años 1980, con el advenimiento de la ideología neoliberal, Habermas considera que la "comunicación" es "la única manera de producir un acuerdo democrático".
Durante la década de los años 1950, otros intelectuales toman sus distancias con el marxismo y ven ante todo en el progreso técnico la expresión llevada al paroxismo de un gusto prometeo compartido por todas las clases sociales, del mundo obrero a las clases dirigentes. Es el caso del pensador alemán Günther Anders y de los franceses Bernard Charbonneau y Jacques Ellul. Estos últimos han iniciado conjuntamente sus reflexiones a partir de mediados de los años 1930. En 1954, Jacques Ellul publica un libro importante : La Technique ou l'enjeu du siècle. En él avanza la tesis que desde que las técnicas se han automatizado y conectado entre ellas, tienden a constituirse en medio que, poco a poco, remplaza al medio natural, lo fagocita desde dentro como un cáncer que invade todo el organismo. La técnica pues ha cambiado de estatus. Ahora se desarrolla de forma autónoma : cuanto más los hombres creen controlarla cuanto más en realidad es ella que los controla. Habiendo estudiado por completo el pensamiento de Karl Marx y habiéndolo enseñado en la universidad de Burdeos, Ellul se desmarca radicalmente del marxismo. En su libro La Technique afirma : "Es vano palabrear contra el capitalismo : no es él quien dibuja nuestro mundo, es la máquina."
Por la misma época, en su obra La obsolescencia del hombre, Günther Anders intenta él también demostrar que la técnica es una ideología que influye en todas las otras. Precisa : "No se evalúa una ideología según las respuestas que aporta sino a las preguntas que ignora". En vano, ni el uno ni el otro conseguirán crear una verdadera corriente de pensamiento. En 1988, Jacques Ellul declara « Actualmente, estimo que la partida está perdida. Exaltado por la potencia informática, el sistema tecnicista ha escapado definitivamente a la voluntad direccional del hombre ».

#### Estados Unidos
Es a partir de principio del siglo XX que la industrialización llega a un punto de paroxismo con la introducción del trabajo en cadena en las fábricas de los automóviles Ford en Detroit. Basado sobre la división del trabajo, el procedimiento es aplicado por el ingeniero Frederick Winslow Taylor dando nacimiento al taylorismo y, más generalmente, a la organización científica del trabajo.
La crítica de la técnica toma entonces varias formas, también artísticas. En 1936, en su película Tiempos modernos, el cineasta Charles Chaplin describe la alienación del hombre por el maquinismo.
A principios de los años 1960, Ellul es más conocido en Estados Unidos que en su país pero su pensamiento al igual que el de Lewis Mumford que es cercano, no consigue producir una corriente militante. Los dos pensadores apuestan por una crítica a largo plazo, en una perspectiva antropológica que les convierte en inaplicables en el campo político que es a corto plazo.
Sin embargo, en los años 1970, el movimiento hippie se apoya sobre los análisis marxistas de la Escuela de Frankfurt y sobre las teorías anarcoprimitivistas de John Zerzan que aboga por un retorno al modo de vida prehistórico de cazadores-recolectores. Algo menos radicales pero igual de paseistas y tecnófobas, algunas comunidades rechazan el modo de vida moderno, en particular la utilización de la electricidad y de la energía a vapor. Establecidos cerca de Filadelfia, los Amish se visten como en el siglo XIX.
Opuesto a ese pacifismo, el matemático Theodore Kaczynski, « Unabomber », recurre a la violencia : entre 1978 y 1995, manda una veintena de paquetes bomba a representantes del complejo industrial y universitario. Sus actuaciones consiguen que el New York Times y el Washington Post publiquen un manifiesto en el que se critica duramente la sociedad industrial y se invita a la revolución contra ella.
En Estados Unidos aún más que en Europa, la ideología neoliberal "recicla el espíritu libertario en la cultura de empresa" : un gran número de antiguos hippies invierten en el high-tech y crean start-ups. Algunas de ellas se convierten en multinacionales a principios del siglo XXI (Apple y Google, por ejemplo).

#### Asia
En India y en China, ante la destrucción del medioambiente y de las economías de subsistencia, movimientos de oposición a la industrialización aparecen en el campesinado desarraigado.

## Cronología del movimiento
Las corrientes antiproductivistas aparecen a partir de los años 1960 cuando los efectos negativos de la ideología productivista empiezan a ser patentes, en particular sobre el medioambiente. Se manifiestan no sólo a través de tomas de posición teóricas (textos, revistas, manifiestos) sino también bajo la forma de acciones concretas desde las más legales (creación de asociaciones y de comités de defensa, organización de debates públicos, manifestaciones en la calle) hasta ocupaciones de terrenos o de acciones más radicales, que tienen un valor simbólico, con el espíritu de la desobediencia civil (por ejemplo, arrancar plantas OGM). Los autores de esas acciones reconocen que son ilegales pero que son totalmente legítimas. En Francia, los militantes recuerdan que el derecho a la insurrección está inscrito en la constitución. La no violencia siendo uno de los pilares fundamentales, tan sólo se recurre a la violencia en caso de desbordamientos. El caso de Theodore Kaczynski es el único ejemplo conocido de violencia contra personas.

### Años 1970
Después de Mayo 68, una corriente contestataria rompe con la temática de la reapropriación de los medios de producción que sostenía la izquierda libertaria y marxista :
- La revista Survivre et vivre ("Sobrevivir y vivir") creada en 1970 por iniciativa de científicos críticos como Alexandre Grothendieck : « Los científicos sólo tienen en cuenta las pretendidas necesidades de la expansión y del progreso ».
- 1971-1981 : Lucha del Larzac
- De la pollution considérée sous tous ses aspects (Montpellier, 1971), donde las nocividades no son presentadas como disfuncionamientos sino como algo intrínseco al capitalismo.
- La columna de Pierre Fournier en Charlie Hebdo (1972)
- La Gueule ouverte (1972-1980) revista creada por Pierre Fournier. Mensual hasta 1974 y después semanario. Fusiona con Combat non violent en 1977.
- los fundadores de Longo Maï publican en 1972 l'« Appel de Bâle » : « Abandonamos pues la sociedad industrial a sí misma, esta sociedad que corre sin remisión hacia la catástrofe. Tomamos refugio en bases de supervivencia, en esos territorios devastados que el capitalismo triunfante ha condenado cinicamente a la muerte. »
- En La véritable scission dans l'Internationale (1972), Guy Debord y Gianfranco Sanguinetti escriben : « La polución y el proletariado son hoy en día los dos lados concretos de la crítica de la economía política. »
- De 1975 a 1981, la colección Technocritique dirigida en Le Seuil por Jean-Pierre Dupuy, difunde el pensamiento de Ivan Illich y Cornelius Castoriadis.

### Años 1980
- En 1980, Jaime Semprún publica después del accidente nuclear de Three Mile Island, La nuclearización del mundo.
- En 1982, la revista Sans réserve propone el desmantelamiento de las fuerzas productivas.
- A partir de 1984, las teorías antiindustriales se desarrollan alrededor del grupo Encyclopédie des Nuisances y del escritor Jacques Camatte.

### Años 1990
- 1992 : Encyclopédie des Nuisances se convierte en editorial.
- 1993 : Creación de la red La Vía Campesina, movimiento internacional que coordona diversas organizaciones de pequeños y medianos campesinos. El movimiento tiene como eje prioritario de trabajo : « la biodiversidad y la lucha contra los OGM ».

### Años 2000
- A partir de 2003, el colectivo de Grenoble Pièces et main-d'œuvre formula una postura radical : las "nuevas tecnologías" son el fundamento de un control social totalitario.
- El 8 de diciembre de 2007 se crea en Francia la « Coordination des associations opposées au projet de nouvel aéroport à Notre-Dame-des-Landes ».
- En 2007, José Ardillo publica Las ilusiones renovables donde se analiza la historia reciente de la explotación energética en su relación con el poder y desarrolla una crítica mordaz del modelo social actual, y también de ciertas ilusiones ecologistas sobre las energías renovables .

### Años 2010
- A partir de 2012, la asociación Technologos desarrolla las tesis de Jacques Ellul, que postula que la salida de la ideología tecnicista sólo se puede operar sobre la base de una ética de la libertad.
- En 2013 aparece en Barcelona la revista Argelaga fundada, entre otros, por Miguel Amorós.